# 三振
三振（英語：Strikeout）是棒球比賽中，打擊者經裁判判定獲得三個好球後，記一出局。三振亦為投手之統計數據。打者被判定三振出局之同時，當時投球之投手即可獲計一次奪三振。

## 规则和术语
好球区（strike zone）：一个处于本垒板上方击球手、高度为击球员膝盖和腰部中点之间虚构的立体空间范围。
好球（strike）：
- 任何击球手尝试挥棒但未成功击中的球，或者在裁判判断下穿过好球区的球，都会被判定为好球；
- 击球员击出界外球时亦被记为好球（然而在两好球的情况下，继续击出非觸擊短打的界外球则不增加好球数）；两好球後觸擊短打造成的界外球，視為第三好球，打者三振出局，且屬比賽停止球，壘上跑者不得進壘；
- 投手投出的球打中击球员的球棒后，并被捕手合法接捕，則會被判好球，亦称擦棒被捕；[1]

坏球（Ball）：投手投出的球且击球手没有挥棒，并且在裁判的判断下没有穿过好球区，裁判就会判定为坏球。
投手在任何第三好球上都会获记三振（而击球手亦会被记一次三振），但只有满足以下条件之一时，击球手才算被判出局：
1. 第三颗好球被捕手直接接到（在接住前不曾落地）；
2. 如果已经有一名跑垒员站在一垒上并且出局数小于2；
3. 第三好球被击为触击出界且未被外野手接住。

当第三颗好球未被捕手直接接到（包括碰到地面后被捕手接到）时，若一垒上无跑垒员，或者一垒有跑垒员但出局数为2的情况下，此时击球员虽被记为一次三振但是可以化身为跑垒员向一垒移动。这种情况被称为不死三振。若無人出局或一人出局且一壘有跑者，則仍為一般的三振，打者出局。這個規定是為了保護攻擊方，避免捕手故意漏接而傳二壘再傳一壘形成雙殺守備。
三振發生時多半為活球（比賽進行中），所以如果三振發生的同時捕手未能接捕投手的球（包括捕逸、暴投，甚至球卡在球衣或護具裡面拿不出來），跑者無論是否為被迫進壘，均可視狀況冒險進壘。打者除了不死三振不成立的情境之外，均得往一壘跑並得再冒險進壘。但如果是兩好球之後觸擊失敗的三振，或是球擊中打者但是打者被判定出棒造成的三振，則為死球，打者出局的同時壘上跑者不得進壘。

## 棒球统计
棒球统计中，奪三振被認為是投手能力的重要指標之一，一般以K/9值（投手平均每9局投出的三振次數）計算，以職棒層級來說，K/9值大於7就算是不錯的三振型投手，小於6則代表不以三振見長。

## 特別紀錄

### 中華職棒
- 1990年，中華職棒三商虎隊涂鴻欽開幕戰對戰味全龍隊，9局14次三振拿下勝投。2006年林恩宇追平這項紀錄。
- 2017年，中華職棒Lamigo桃猿對統一7-ELEVEn獅，9局投出20次三振寫下聯盟新紀錄。
- 2021年3月17日，中華職棒味全龍投手徐若熙對中信兄弟主投3.2局，11個出局數皆為三振，為聯盟新紀錄。
- 2021年4月9日，中華職棒統一7-ELEVEn獅對中信兄弟的比賽中，6局下統一捕手陳重羽未確實接捕掉進好球帶的第3顆好球，匆忙之下試圖觸殺打者岳政華未果，傳一壘時先是球沒拿穩又發生暴傳，使得二壘跑者周思齊跑回本壘追平比數。

### 日本職棒
- 1995年，日本職棒歐力士野牛的投手野田浩司單場19次三振。這個紀錄後來在2022年被羅德隊的投手佐佐木朗希追平，其中包含了打破日職紀錄的連續13打席三振（原紀錄為連續9打席），更難得的是，佐佐木這場比賽是一場完全比賽。

### 美國職棒
- 美國職棒大聯盟9局最多三振紀錄是20次，羅傑·克萊門斯（Roger Clemens）在1986年和1996年曾兩度完成、2001年藍迪·強森（Randy Johnson）、1998年凱瑞·伍德（Kerry Wood）、2016年麥斯·薛澤(Max Scherzer)也平了這項紀錄。
- 美國職棒大聯盟史上的單場投出最多三振的投手是1962年的Tom Cheney對金鶯隊投了16局、飆出21次三振。
- 台灣選手單場最高紀錄是巴爾的摩金鶯隊投手陳偉殷於2012年7月30日面對奧克蘭運動家創下，主投5.2局投出12次三振。陳偉殷在轉戰邁阿密馬林魚後，又於2016年5月12日面對奧克蘭運動家平生涯紀錄，主投6.1局12次三振。

### 三級棒球
- 1979年，威廉波特世界少棒大賽中華隊小將陳昭安主投6局投出18次三振，演出罕見的“完全三振”。
- 2002年，高中棒球聯賽，陳偉殷就讀高苑工商二年級時，在高中聯賽完封華興中學，創下單場22次三振紀錄。